# 国鉄リ1形貨車
国鉄リ1形貨車（こくてつリ1がたかしゃ）は、かつて日本国有鉄道（国鉄）およびその前身である鉄道省等に在籍した8 t積みの土運車である。

## 概要
1928年（昭和3年）5月の車両称号規程改正によりフツ3450形、ツ4000形、フツ1112形、フツ1115形、フツ1138形、フツ1141形、フツ1225形、ツ1850形、ツ1976形、ツ1987形 はリ1形1形式にまとめられ形式名変更された。
合計207両（リ1 - リ227、20両欠）の車両が運用された。
種車は大半が1906年（明治39年）公布の鉄道国有法により国有化された以前の車両である。リ1形1形式にまとめられたが形態は様々である。この為外観からは形式名、また無蓋車との識別は困難である。
車体塗色は黒一色であり、寸法関係は一例として、全長は5,348 mm - 5,411 mm、全幅は2,248 mm - 2,337 mm、全高は2,007 mm - 2,210 mm、実容積は4.9 m3、自重は4.2 t - 4.9 tである。
1963年（昭和38年）11月21日に最後まで在籍した1両（リ203）が廃車になり形式消滅した。

### 種車履歴
| 旧形式名   | 形式番号                                                            | 製造所                            | 旧所有者 | 備考 |
| ---------- | ------------------------------------------------------------------- | --------------------------------- | -------- | --- |
| フツ3450形 |                                                                     |                                   |          | |
| ツ4000形   |                                                                     |                                   |          | |
| フツ1112形 | フツ1112 - フツ1114                                                 |                                   | -        | 1911年（明治44年）車両称号規程により、 ツチ763、ツチ764、ツチ767を形式化                                                                            |
| フツ1115形 | フツ1115 - フツ1132                                                 | 新橋工場                          | 日本鉄道 | |
| フツ1138形 | フツ1138 - フツ1140                                                 | 新橋工場                          | 日本鉄道 | |
| フツ1141形 | フツ1141 - フツ1142 フツ1143 - フツ1144                             | バーミングハム 関西鉄道四日市工場 | 関西鉄道 | |
| フツ1225形 | フツ1225 - フツ1235、フツ1262 - フツ1270                            | 神戸工場                          | -        | 1911年（明治44年）車両称号規程により、 ツチ621、ツチ643、ツチ665、ツチ679、ツチ680、ツチ694 - ツチ698、 ツチ700 - ツチ707、ツチ709、ツチ710を形式化 |
| ツ1850形   | ツ1850 - ツ1975、ツ2338 - ツ2378、ツ2897、 ツ3191 - ツ3192          | 神戸工場、新橋工場                | -        | 1911年（明治44年）車両称号規程による新形式（車番省略）                                                                                              |
| ツ1976形   | ツ1976 - ツ1977、ツ2379 - ツ2577、ツ2579 - ツ2592、 ツ3195 - ツ3202 | 神戸工場、新橋工場                | -        | 1911年（明治44年）車両称号規程による新形式（車番省略）                                                                                              |
| ツ1987形   | ツ1987 - ツ2065                                                     | 新橋工場                          | 日本鉄道 | |